# Triaenanthus
- Commons
- Wikispecies

Triaenanthus Nees, segundo o Sistema APG II, é um gênero botânico da família Acanthaceae

## Espécie
Triaenanthus griffithianus